# Tina York/Diskografie
Diese Diskografie ist eine Übersicht über die musikalischen Werke der deutschen Schlagersängerin Tina York und ihrer Pseudonyme wie Monia. Ihre erfolgreichste Veröffentlichung ist der Top-20-Hit Wir lassen uns das Singen nicht verbieten.

## Alben

### Studioalben
| Jahr | Titel Musiklabel                              | Anmerkungen                        |
| ---- | --------------------------------------------- | ---------------------------------- |
| 1975 | Wir lassen uns das Singen nicht verbieten CBS | Erstveröffentlichung: 1975         |
| 1977 | Ich bring’ dir heut’ ein Ständchen Polydor    | Erstveröffentlichung: 1977         |
| 1978 | Mein Weg zu Dir Ariola                        | Erstveröffentlichung: 1978         |
| 2007 | Ich träume mit dir Palm                       | Erstveröffentlichung: 9. März 2007 |

### Kompilationen
| Jahr | Titel Musiklabel                                     | Anmerkungen                                 |
| ---- | ---------------------------------------------------- | ------------------------------------------- |
| 1989 | Das grosse deutsche Schlager-Archiv Sono Cord        | Erstveröffentlichung: 1989 mit Frank Zander |
| 1989 | Ihre Großen Erfolge CBS                              | Erstveröffentlichung: 1989                  |
| 1995 | Ihre Großen Erfolge Herzklang                        | Erstveröffentlichung: 1995                  |
| 1995 | Meine schönsten Liede Herzklang                      | Erstveröffentlichung: 1995                  |
| 2001 | Stationen von heute bis gestern Koch/Monopol         | Erstveröffentlichung: 30. November 2001     |
| 2004 | Wir lassen uns das Singen nicht verbieten Sony Music | Erstveröffentlichung: 2004                  |
| 2005 | Grosse Erfolge Euro Trend                            | Erstveröffentlichung: 18. September 2005    |
| 2009 | Best of Tina York 2009 Gloriella Music               | Erstveröffentlichung: 24. April 2009        |
| 2014 | Typisch ich! So bin ich – So war ich Telamo          | Erstveröffentlichung: 25. April 2014        |
| 2018 | Ich darf das! Monopol                                | Erstveröffentlichung: 19. Januar 2018       |
| 2018 | Für immer – Gestern – Morgen – Jetzt Na klar!        | Erstveröffentlichung: 19. Januar 2018       |

## Singles
| Jahr | Titel Album                                                       | Höchstplatzierung, Gesamtwochen, AuszeichnungChartsChartplatzierungen (Jahr, Titel, Album, Platzierungen, Wochen, Auszeichnungen, Anmerkungen) | Anmerkungen                            |
| Jahr | Titel Album                                                       | DE | Anmerkungen                            |
| ---- | ----------------------------------------------------------------- | --- | -------------------------------------- |
| 1968 | Laß mich lieber geh’n –                                           | — | Erstveröffentlichung: 1968 als Monia   |
| 1970 | Oh Mama Good Bye –                                                | — | Erstveröffentlichung: November 1970    |
| 1970 | Der nächste Sonntag kommt bestimmt –                              | — | Erstveröffentlichung: November 1970    |
| 1971 | Papa ist dafür … –                                                | — | Erstveröffentlichung: April 1971       |
| 1971 | Ausgerechnet du –                                                 | — | Erstveröffentlichung: Juli 1971        |
| 1971 | Der Sonntag mit dir –                                             | — | Erstveröffentlichung: Dezember 1971    |
| 1972 | Einer wird kommen Wir lassen uns das Singen nicht verbieten       | — | Erstveröffentlichung: November 1972    |
| 1973 | Warum denn morgen –                                               | — | Erstveröffentlichung: 1973             |
| 1973 | Wo die Sonne scheint Wir lassen uns das Singen nicht verbieten    | — | Erstveröffentlichung: 1973             |
| 1974 | Liechtensteiner Polka Wir lassen uns das Singen nicht verbieten   | DE44 (3 Wo.)DE | Erstveröffentlichung: Februar 1974     |
| 1974 | Wir lassen uns das Singen nicht verbieten                         | DE19 (8 Wo.)DE | Erstveröffentlichung: September 1974   |
| 1975 | Wir seh’n uns wieder Wir lassen uns das Singen nicht verbieten    | DE37 (1 Wo.)DE | Erstveröffentlichung: April 1975       |
| 1975 | Monsieur le Général –                                             | DE42 (1 Wo.)DE | Erstveröffentlichung: August 1975      |
| 1975 | Umarmst du mich, umarm ich dich –                                 | DE40 (2 Wo.)DE | Erstveröffentlichung: November 1975    |
| 1976 | Rosi, du warst wunderbar! (Ziwul – Ziwul – Ziwula) –              | — | Erstveröffentlichung: März 1976        |
| 1976 | Gib’ dem Glück eine Chance –                                      | — | Erstveröffentlichung: Juni 1976        |
| 1976 | Zwei junge Menschen –                                             | DE42 (2 Wo.)DE | Erstveröffentlichung: November 1976    |
| 1977 | Ein Adler kann nicht fliegen Ich bring’ dir heut’ ein Ständchen   | — | Erstveröffentlichung: 2. Juli 1977     |
| 1978 | Wie ein Grashalm im Herbstwind Mein Weg zu Dir                    | — | Erstveröffentlichung: 3. Februar 1978  |
| 1978 | Ein Mann wie du (Lay Love on You) Mein Weg zu Dir                 | — | Erstveröffentlichung: 4. April 1978    |
| 1978 | Ein Lied für Maria Mein Weg zu Dir                                | — | Erstveröffentlichung: September 1978   |
| 1979 | Heute kann uns mal die Welt gestohlen bleiben –                   | — | Erstveröffentlichung: 1979             |
| 1979 | Dieter –                                                          | — | Erstveröffentlichung: März 1979        |
| 1980 | Zuviel Schnaps im Blut tut der Liebe nicht gut –                  | — | Erstveröffentlichung: 1980             |
| 1980 | Primaballerina –                                                  | — | Erstveröffentlichung: März 1980        |
| 1981 | Ich bin da (Distant Love) –                                       | — | Erstveröffentlichung: 1981             |
| 1982 | Aber trotzdem bist du immer noch mein Mann –                      | — | Erstveröffentlichung: 1982             |
| 1982 | Aiko Aiko –                                                       | — | Erstveröffentlichung: 1982             |
| 1984 | Little River –                                                    | — | Erstveröffentlichung: Februar 1984     |
| 1986 | Es ging mir noch nie so gut (I Wanna Wake Up with You) –          | — | Erstveröffentlichung: 1986             |
| 1987 | Ich will einen Mann mit Zärtlichkeit –                            | — | Erstveröffentlichung: August 1987      |
| 1989 | Das Haus am Meer –                                                | — | Erstveröffentlichung: August 1989      |
| 1992 | Gino – Lass’ mich heut’ Nacht nicht erfrieren –                   | — | Erstveröffentlichung: 1992             |
| 1995 | Doch was ich immer sehr gut kann … –                              | — | Erstveröffentlichung: 1995             |
| 1996 | Heute Nacht –                                                     | — | Erstveröffentlichung: 1996             |
| 1998 | Jetzt oder nie –                                                  | — | Erstveröffentlichung: 1998             |
| 1999 | Ich bin keine Sünde –                                             | — | Erstveröffentlichung: 16. April 1999   |
| 2000 | Nicht von schlechten Eltern –                                     | — | Erstveröffentlichung: 2000             |
| 2000 | Viel zu nah am Feuer Stationen von heute bis gestern              | — | Erstveröffentlichung: 19. Juni 2000    |
| 2001 | Tief in meinem Herz … Stationen von heute bis gestern             | — | Erstveröffentlichung: 5. März 2001     |
| 2001 | Ich darf das! Stationen von heute bis gestern                     | — | Erstveröffentlichung: 10. Oktober 2001 |
| 2002 | Irgendwas ist immer Ich träume mit dir                            | — | Erstveröffentlichung: 19. August 2002  |
| 2003 | Ich steh’ neben mir, steh’ ich neben dir Ich träume mit dir       | — | Erstveröffentlichung: 2003             |
| 2004 | Wie kann ich von dir träumen Ich träume mit dir                   | — | Erstveröffentlichung: 12. April 2004   |
| 2014 | Das mach’ ich doch mit links Typisch ich! So bin ich – So war ich | — | Erstveröffentlichung: 14. März 2014    |
| 2015 | Da hör’ ich mich nicht “Nein” sagen –                             | — | Erstveröffentlichung: 3. Juli 2015     |
| 2016 | Der Sommer ist da wo Du bist Für immer – Gestern – Morgen – Jetzt | — | Erstveröffentlichung: 29. April 2016   |

## Promoveröffentlichungen
| Jahr | Titel Album                                                         | Anmerkungen                             |
| ---- | ------------------------------------------------------------------- | --------------------------------------- |
| 2004 | Woher soll ich heute wissen, was ich morgen will Ich träume mit dir | Erstveröffentlichung: 2004              |
| 2005 | Du bist Champagner für die Augen Ich träume mit dir                 | Erstveröffentlichung: 2005              |
| 2006 | Manchmal darf man ja noch träumen Ich träume mit dir                | Erstveröffentlichung: 2006              |
| 2006 | Wenn ich schlaf bin ich ein Engel Ich träume mit dir                | Erstveröffentlichung: 2006              |
| 2007 | Wieviel Liebe ist zuviel Ich träume mit dir                         | Erstveröffentlichung: 19. Oktober 2007  |
| 2008 | Irgendwie hab’ ich Dich aus den Augen verlor’n Ich träume mit dir   | Erstveröffentlichung: 29. Februar 2008  |
| 2008 | Keine Angst, ich bin ja bei dir –                                   | Erstveröffentlichung: 25. Juli 2008     |
| 2009 | Kochen kann er besser als ich –                                     | Erstveröffentlichung: 27. Februar 2009  |
| 2009 | Heut Abend lass’ ich die Seele baumeln –                            | Erstveröffentlichung: 11. November 2009 |
| 2010 | Männer lügen nie –                                                  | Erstveröffentlichung: 2010              |
| 2011 | Draussen geht schon gleich die Sonne auf –                          | Erstveröffentlichung: 2011              |
| 2011 | Ich schaff’ es nicht, Dich nicht zu lieben –                        | Erstveröffentlichung: 2011              |

## Statistik

### Chartauswertung
|                       | DE    |
| --------------------- | ----- |
| Nummer-eins-Singles   | DE—DE |
| Top-10-Singles        | DE—DE |
| Singles in den Charts | DE6DE |